# Агафија Грушетска
Агафија Семјонова Грушецка (рус. Агафья Семёновна Грушецкая; Смоленск, 1663 — Москва, 14. јул 1681) је била руска царица као жена цара Фјодора III Алексејевича.

## Биографија
Била је ћерка војводе и бољара Семјона Фјодоровича Грушецког и Марије Ивановне Заборавске. У младости је научила да говори и пише пољски, француски и латински језик и добро је информисана о начину живота Западне Европе. Такође научила је да свира чембело. Била је описана као анђео небеса. Од 1677. године живела је са својим ујаком Семјоном Заборавским, који није желео да је уда. 1680. године тадашњи цар Фјодор је запазио током представе, када се Агафија онесвестила. Цар Фјодор се заљубио у њу и врло брзо је прогласио традиционални позив за окупљање потенцијалних невеста. Он је очекивано изабрао управо њу.
18. јула 1680. се удала са Фјодором. Агафија се одмах супроставила утицају клана Милославског, коју су водили мајка и сестра њеног супруга. Агафија је описана као анђеоска царица, милосрдна и лојална Фјодору и радила за општу добробит. Она је прва која је заговарала бријање браде и усвајање "западног" одевања на руском двору. Сама је била прва царица која је открила косу и носила западњачку хаљину. 11. јула 1681. године је родила сина, принца Иљу Фјодоровича. Агафија је умрла од последица порођаја три дана касније. А само 10 дана од рођења умире и мали Иља.